# Драхолф
Драхолф (на немски: Dracholf, Drachulf, Drakolf; † 24/25 май 926, Дунав) е от 907 до 926 г. епископ на Фрайзинг.

## Биография
Той e абат на Мюнстершварцах и става епископ на Фрайзинг през 907 г. след унищожителната битка при Пресбург против унгарците. На 30 юли 909 г. унгарците нахлуват и във Фрайзинг, на 4 август те изгарят църквите „Св. Стефанус“ и „Св. Витус“.
Драхолф се удавя на 24/25 май 926 г. в Дунав, в Щруденгау при Перзенбойг в Австрия, по време на поход против унгарците.
Следващият епископ на Фрайзинг от 926 г. е Волфрам.